# Heterolocha coccinea
Heterolocha coccinea är en fjärilsart som beskrevs av Inoue 1976. Heterolocha coccinea ingår i släktet Heterolocha och familjen mätare. Inga underarter finns listade i Catalogue of Life.